# Chiến dịch chim nhại
Chiến dịch chim nhại (tiếng Anh: Operation Mockingbird) là một chiến dịch quy mô lớn của Cục Tình báo Trung ương Hoa Kỳ (CIA) nhằm đưa điệp viên vào làm việc tại các tòa soạn báo lớn ở Mỹ. Sự hỗ trợ của CIA đối với các nhóm bình phong đã bị lộ khi một bài báo trên Ramparts vào tháng 4 năm 1967 báo cáo rằng Hiệp hội Sinh viên Quốc gia đã nhận được tài trợ từ CIA.
Năm 1973, một tài liệu được gọi là "Family Jewels" được CIA công bố có liên quan đến "Project Mockingbird", là tên của một hoạt động năm 1963 nghe lén hai nhà báo bị nghi ngờ là đã phổ biến thông tin tuyệt mật. Tài liệu không nhắc đến "Operation Mockingbird".